# Šapur III.
Šapur III. (perzijski: شاپور Schāpūr), je bio Veliki kralj Perzije iz dinastije Sasanida (383. – 388.)
Zbog unutarnjih problema želio je sklopiti sporazum s Rimskim Carstvom oko pitanja Armenije. Do toga je došlo vjerojatno godine 387. kada je po ugovoru s carem Teodozijem I. Armenija podijeljena između Rima i Perzije pri čemu je Perzija zbog boljega položaja dobila 4/5 zemlje. U ime poboljšana odnosa s Rimom u to je doba također prekinut progon kršćana u Perziji.
Šapur III. je 388. ubijen u dvorskoj uroti.